# San Carlos Sija
San Carlos Sija es un municipio del departamento de Quetzaltenango, localizado a 23 km de la ciudad de Quetzaltenango y a 206 km de la Ciudad de Guatemala en la región sur-occidente de la República de Guatemala. Forma parte de la Mancomunidad Metrópoli de los Altos.
Tras la independencia de Centroamérica en 1821, San Carlos Sija perteneció en lo militar al departamento de Quetzaltenango-Soconusco, y en lo administrativo al departamento de Totonicapán-Huehuetenango.
Luego, en 1838, San Carlos Sija perteneció al efímero Estado de Los Altos, el cual fue autorizado por el Congreso de la República Federal de Centro América el 25 de diciembre de ese año. Pero este intento secesionista fue derrotado por el general conservador guatemalteco Rafael Carrera, quien impuso un régimen duro y hostil para los liberales altenses, pero bondadoso para los indígenas de la región.
En 1902, la población fue afectada por el terremoto de San Perfecto el 18 de abril y por la erupción del volcán Santa María el 24 de octubre. Esta última es considerada como la segunda erupción más destructiva de la región centroamericana del siglo xx.
En la decenio del 2010, el municipio se incorporó voluntariamente a la Mancomunidad Metrópoli de los Altos, la cual está conformada por varias entidades municipales de los departamentos de Totonicapán y Quetzaltenango y «promueve el desarrollo local, integral y sostenible de los municipios integrantes».

## Toponimia
El topónimo «San Carlos Sija» es de origen español y maya, aunque la historia sobre el mismo ha tenido versiones contradictorias. Por una parte, se ha mencionado que el nombre está relacionado con la creación del poblado, en diciembre de 1526, por el historiador español Bernal Díaz del Castillo con el nombre de «Sija», siendo aféresis de «Écija», nombre de la ciudad en donde, aparentemente, había nacido. Incluso, se ha manejado la versión de que el nombre original era «Valle de Écija», en honor a la mencionada ciudad. Sin embargo, este dato es incorrecto, ya que Díaz del Castillo nació en Medina del Campo, Valladolid, entre octubre de 1495 y marzo de 1496, no en Écija. Por otra parte, existen registros que apoyan el origen maya de «Sija», como es el caso del Título de la casa Ixquín Nehaíb, Señora del Territorio de Otzoyá, presentado como pieza probatoria ante el Juzgado Privativo de Tierras de esa localidad durante el siglo xviii, en donde se menciona a «Sija» como la fonetización española de la voz indígena Sihá.
Además, en el Archivo General de Centroamérica existe un expediente del año 1714 en el cual se consigna que los vecinos del valle de Sija solicitaron la fundación de una villa en dicho lugar. Como consecuencia, el 8 de diciembre de 1776, la Real Audiencia de Guatemala ordenó la reducción de Sija como poblado. Luego de haber concluido la construcción de las casas y la reducción de las familias, los pobladores del valle de Sija solicitaron al Alcalde Mayor de Totonicapán la asignación de un nombre al poblado. De esa cuenta, Martín de Mayorga, Capitán General de Guatemala, aprobó la fundación del poblado del valle de Sija como «San Carlos Sija», en honor al monarca español Carlos III.

## División administrativa
El municipio cuenta con un total de diecisiete aldeas, además de su cabecera municipal:
| Pueblo                               | Caseríos                                                                      |
| ------------------------------------ | ----------------------------------------------------------------------------- |
| San Carlos Sija (cabecera municipal) | Xola, Los Mosquitos, Plan de los López, El Molino de las Flores y Buena Moza. |

| Aldeas                | Caseríos |
| --------------------- | --- |
| El Progreso           | Vista Hermosa y Caquixa. |
| Las Cruces            | Cruz de Canaque, Buena Vista y el Encino. |
| Panorama              | El Paraíso y Nuevo Panorama. |
| Pachuté               | Los Santos, Buena Vista, Las Fuentes, Los Altos y Buenos Aires.                                                                                     |
| Chuatuj               | Chuvalcon, La Unión y Loma Linda. |
| El Rodeo              | Sector N.º 1 |
| Esquipulas Seque      | Los Caballitos y los Cipreses |
| San José Chicalquix   | La Fuente, Bella Vista, Colinas de Carnaval y Los Cerritos.                                                                                         |
| Recuerdo a Barrios    | Los Cifuentes, Santa Elena, Paso Rojo, Las Cerezas, Buenos Aires, Llano Grande y Nuevo San Antonio.                                                 |
| Calel                 | Xejayup, Xolbolol, Chiquixis, Piedra Colorada, Panima Corral, Xolabaj, Tzanjuyup, Chuicorral, Palanquej, Xoljuyup, Pamonjon, Santa Julia y Ciénega. |
| Barranca Grande       | Sector de los Potreros y Buena Vista. |
| Chiquival             | El Tesoro, La Garita, Joya de la Puerta, Joya de Martín, Joya de las Posas y Chiquival Nuevo, Joya de Verano.                                       |
| Agua Caliente         | El Arenal, Laguna Seca y Yaglin. |
| Mogotillos            | Las Delicias |
| La Libertad           | Buena Vista |
| Saquicol              | Leña Vieja, Las Manzanas y Las Flores. |
| Estancia de la Virgen | El Tolupe, Las Pozas, Loma Grande, Rancho Alegre, El Matazano y Los Leones.                                                                         |

## Geografía física
El municipio de San Carlos Sija tiene una extensión territorial de 148 km² y una gran variedad de accidentes geográficos e hidrográficos.

### Orografía
| Tipo    | Listado |
| ------- | --- |
| Sierra  | - de Sija |
| Montaña | - Jolompar |
| Cerros  | - Bolol - Chucalté - Colojites - de Sija - La Campana - Mumús - Pache - Popabaj - Queseros - San Antonio - San Pedro - Xetená - Xolbolol |

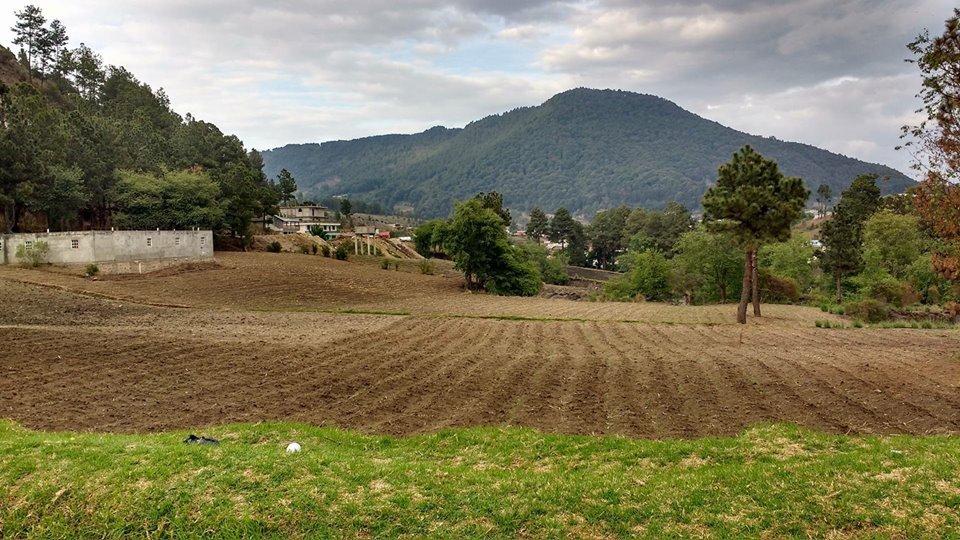
Cultivos de trigo en San Carlos Sija, con el cerro de Sija al fondo.
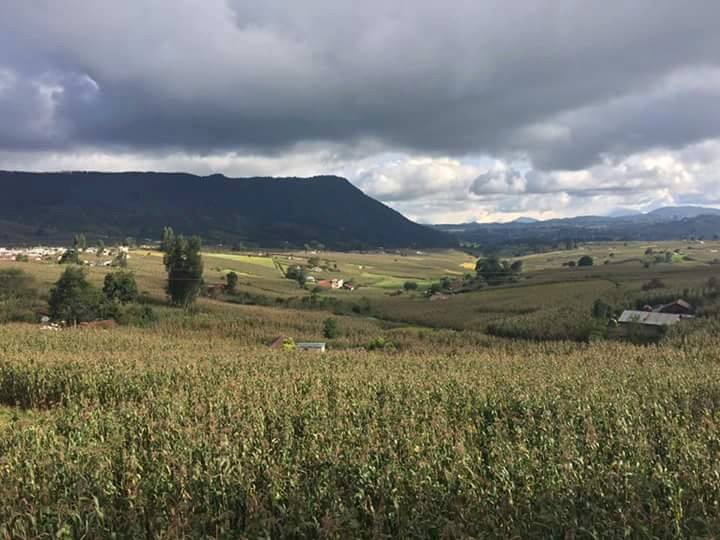
Vista desde la aldea Recuerdo a Barrios.

### Hidrografía
El municipio cuenta con la presencia de muchas cuencas hidrográficas, siendo las más importantes, las de los ríos:[cita requerida]
1. Río Salinas
2. Río Cuilco
3. Río Samalá
4. Río Naranjo

Las cuencas del río Salinas y del río Cuilco se localizan al norte del municipio y drenan sus aguas hacia la vertiente del Golfo de México. El río Salinas es, además, afluente de los ríos Usumacinta y La Pasión. 
Por su parte, los ríos Samalá y Naranjo se encuentran al sur del municipio y drenan sus aguas hacia la vertiente del Océano Pacífico. El río Samalá nace en los cerros de la Sierra Madre en los departamentos de Totonicapán y Quetzaltenango, su corriente es explotada en dichos municipios con fines industriales; asimismo, en Zunil es aprovechado para generar energía eléctrica en la planta hidroeléctrica Santa María, que entró en operación en el año de 1927.[cita requerida]
| Tipo      | Listado |
| --------- | --- |
| Ríos      | - Aguacate - Agua Caliente - Barranca Grande - Blanco - Calel - Caquixá o Samalá - Chacap - Chorro de Agua - El Naranjo - El Zanjón - Ixchol - Jolompar - La Barranca - La Cueva - La Junta - Las Barranquillas - Los Caballitos - Paxanquiej - Recuerdo a Barrios - San Jorge - San José - Seque - Tuixux - Xetená - Xolcatá - Xol García - Yoglín |
| Arroyos   | - El Naranjo - Uinal - Xolabaj |
| Quebradas | - Agua Tibia - El Chorro - La Campana - La Estancia - Palá - Patucar - Popabaj - Xejuyup |

### Clima

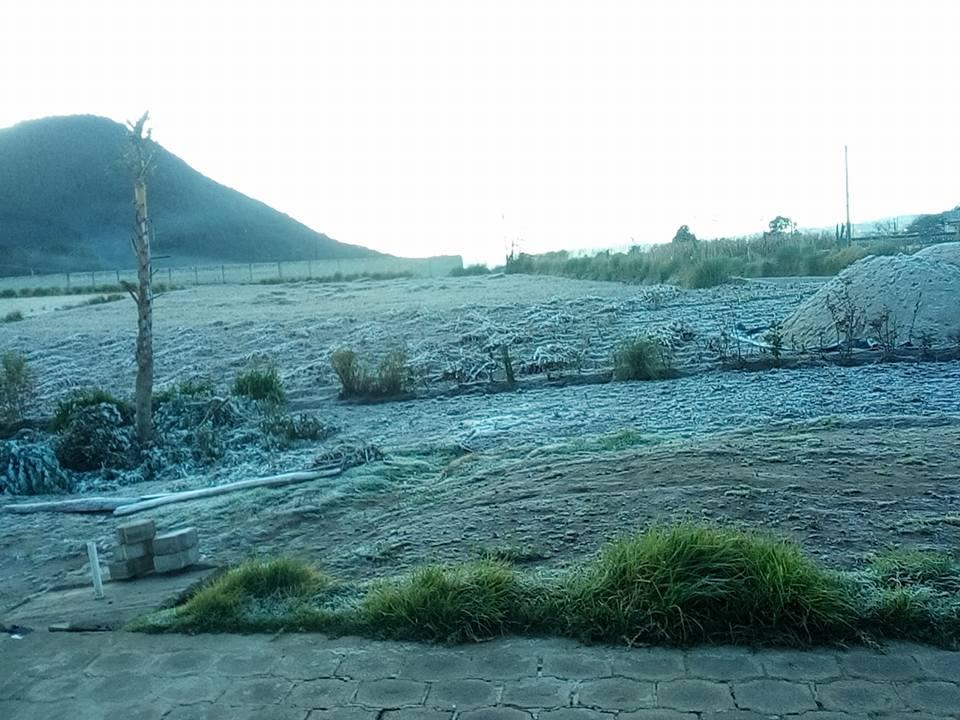
Helada fuerte en enero de 2018

El siguiente es un cuadro de las temperaturas medias de la cabecera municipal. (Clasificación de Köppen: Cwb):
| Parámetros climáticos promedio de San Carlos Sija | Parámetros climáticos promedio de San Carlos Sija | Parámetros climáticos promedio de San Carlos Sija | Parámetros climáticos promedio de San Carlos Sija | Parámetros climáticos promedio de San Carlos Sija | Parámetros climáticos promedio de San Carlos Sija | Parámetros climáticos promedio de San Carlos Sija | Parámetros climáticos promedio de San Carlos Sija | Parámetros climáticos promedio de San Carlos Sija | Parámetros climáticos promedio de San Carlos Sija | Parámetros climáticos promedio de San Carlos Sija | Parámetros climáticos promedio de San Carlos Sija | Parámetros climáticos promedio de San Carlos Sija | Parámetros climáticos promedio de San Carlos Sija |
| Mes                                               | Ene.                                              | Feb.                                              | Mar.                                              | Abr.                                              | May.                                              | Jun.                                              | Jul.                                              | Ago.                                              | Sep.                                              | Oct.                                              | Nov.                                              | Dic.                                              | Anual                                             |
| ------------------------------------------------- | ------------------------------------------------- | ------------------------------------------------- | ------------------------------------------------- | ------------------------------------------------- | ------------------------------------------------- | ------------------------------------------------- | ------------------------------------------------- | ------------------------------------------------- | ------------------------------------------------- | ------------------------------------------------- | ------------------------------------------------- | ------------------------------------------------- | ------------------------------------------------- |
| Temp. máx. media (°C)                             | 16.1                                              | 16.6                                              | 18.1                                              | 18.8                                              | 17.9                                              | 17.0                                              | 16.8                                              | 17.2                                              | 16.9                                              | 16.1                                              | 16.5                                              | 16.4                                              | 17                                                |
| Temp. media (°C)                                  | 8.8                                               | 9.2                                               | 10.6                                              | 11.8                                              | 12.4                                              | 12.3                                              | 12.0                                              | 11.8                                              | 12.2                                              | 11.3                                              | 10.4                                              | 9.8                                               | 11.1                                              |
| Temp. mín. media (°C)                             | 1.6                                               | 1.9                                               | 3.1                                               | 4.9                                               | 7.0                                               | 7.6                                               | 7.3                                               | 6.5                                               | 7.5                                               | 6.6                                               | 4.3                                               | 3.3                                               | 5.1                                               |
| Precipitación total (mm)                          | 8                                                 | 7                                                 | 15                                                | 56                                                | 173                                               | 232                                               | 157                                               | 194                                               | 269                                               | 161                                               | 29                                                | 9                                                 | 1310                                              |
| Fuente: Climate-Data.org                          |                                                   |                                                   |                                                   |                                                   |                                                   |                                                   |                                                   |                                                   |                                                   |                                                   |                                                   |                                                   |                                                   |

### Ubicación geográfica
Colinda con cuatro departamentos dada su gran extensión territorial de 148 km², ocupando el quinto lugar a nivel departamental; se localiza en la región de Los Altos, en la parte norte del departamento de Quetzaltenango y a una distancia de 22 km de la cabecera departamental, Quetzaltenango.
Sus límites geográficos son los siguientes:
|                                                                   | Norte: Malacatancito, municipio de Huehuetenango. Sipacapa, municipio de San Marcos. |                                                                                    |
| Oeste: Sibilia, Cabricán, y Huitán, municipios de Quetzaltenango. |                                                                                      | Este: Momostenango, San Francisco El Alto y San Bartolo, municipios de Totonicapán |
|                                                                   | Sur: San Francisco La Unión y Cajolá, municipios de Quetzaltenango.                  |                                                                                    |

## Historia

### Revuelta indígena de 1820
Ante el interés del pueblo indígena por acabar con los impuestos eclesiásticos y el tributo impuesto por la corona española, los líderes indígenas Atanasio Tzul y Lucas Aguilar lucharon en contra del poder de la Capitanía General de Guatemala representado por el capitán general, el Arzobispo de Guatemala, Ramón Casaus y Torres, las órdenes regulares, la élite ladina local y los caciques de Totonicapán. Los tributos reales habían sido suprimidos en 1811 por las cortes de Cádiz, pero fueron impuestos de nuevo por el rey Fernando VII.
Durante la cuaresma de 1820, cuando se supo que Fernando VII había sido obligado a poner nuevamente en vigencia la Constitución absolutista, Aguilar y Tzul realizaron gestiones ante el alcalde mayor de Totonicapán para verificar el hecho. El 12 de julio por la noche, los principales y los líderes de la revuelta reconocieron como rey o gobernador a Tzul. Así, se dio paso al rechazo del tributo, la remoción del Alcalde Mayor, José Manuel Lara de Arrese y la imposición de un gobierno propio.
No obstante, el gobierno liderado por Tzul y Aguilar duró, aproximadamente, veinte días, sufriendo una aplastante derrota a manos de más de mil milicianos ladinos de Los Altos, en donde participaron también miembros del batallón sijeño.

### Tras la Independencia de Centroamérica
El Estado de Guatemala fue definido por la Asamblea Constituyente el 11 de octubre de 1825 como soberano, independiente y libre. Siendo el departamento de Totonicapam —nombre de ese entonces— en 1825; cabecera del departamento de Totonicapán-Huehuetenango, con los siguientes territorios: Totonicapán, Momostenango, Nebaj, Huehuetenango, Malacatán, Soloma, Jacaltenango, y Cuilco. De tal manera que la constitución del Estado de Guatemala promulgada en esa misma fecha—creó los distritos y sus circuitos correspondientes para la administración de justicia según el Código de Lívingston traducido al español por José Francisco Barrundia y Cepeda; siendo Totonicapán sede del circuito del mismo nombre en el distrito N.º 9 (Totonicapam); a este circuito pertenecían Salcajá, San Cristóbal, Shejul, Vobos (Sibilia), Sija y San Francisco.

### El efímero Estado de Los Altos

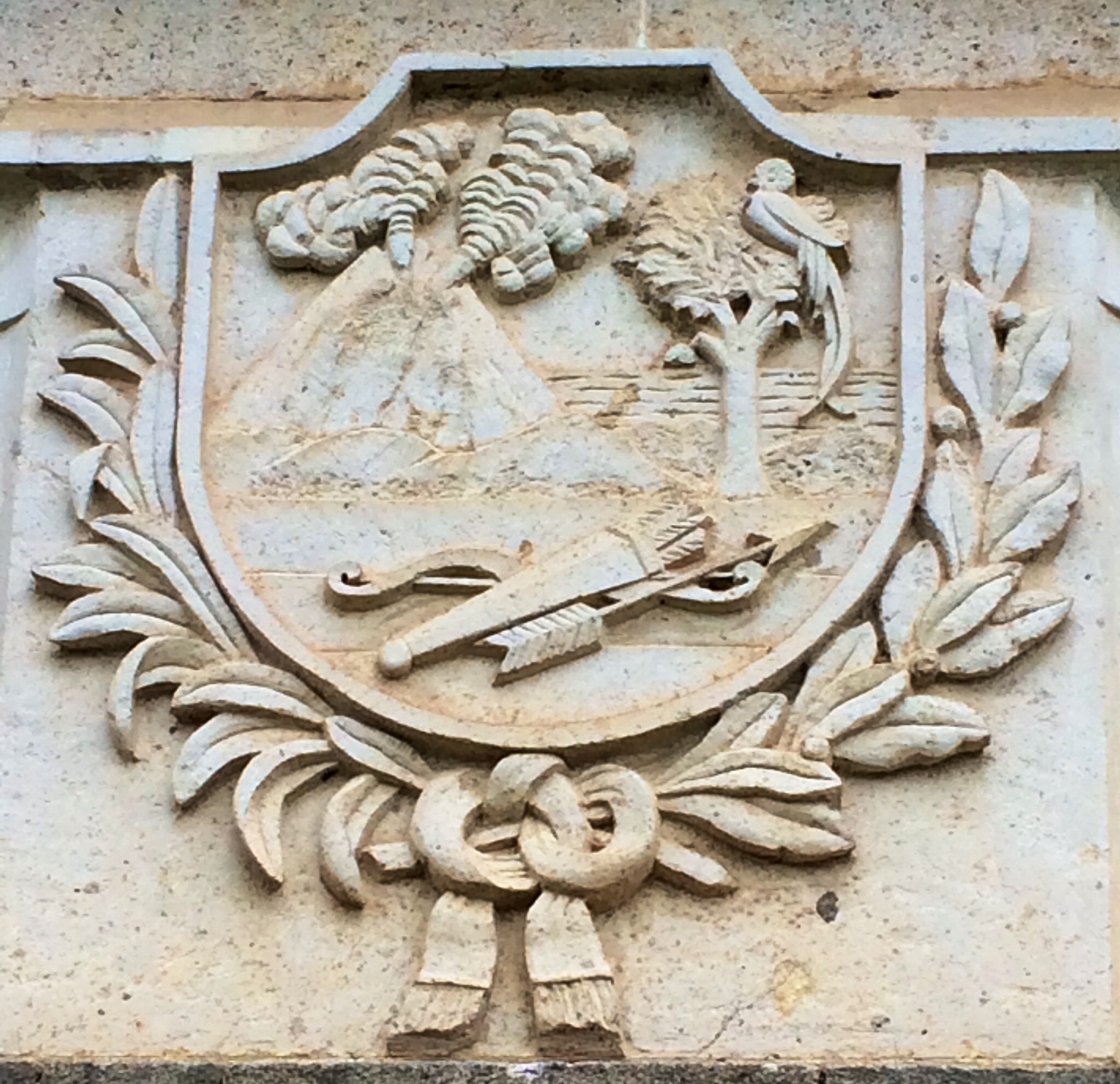
Escudo del Estado de los Altos

A partir del 3 de abril de 1838, el valle de Sija fue parte de la región que formó el efímero Estado de Los Altos, el cual fue autorizado por el Congreso de la República Federal de Centro América el 25 de diciembre de ese año forzando a que el Estado de Guatemala se reorganizara en siete departamentos y dos distritos independientes el 12 de septiembre de 1839:
- Departamentos: Chimaltenango, Chiquimula, Escuintla, Guatemala, Mita, Sacatepéquez, y Verapaz
- Distritos: Izabal y Petén[1]

Las revueltas indígenas en el Estado de Los Altos fueron constantes y alcanzaron su punto crítico el 1.º de octubre de 1839, en Santa Catarina Ixtahuacán, cuando tropas altenses reprimieron una sublevación y mataron a cuarenta vecinos. Encolerizados, los indígenas acudieron al caudillo conservador Rafael Carrera, en busca de protección. Por otra parte, en octubre de 1839 la tensión comercial entre Guatemala y Los Altos dio paso a movimientos militares; hubo rumores de que el general Agustín Guzmán, un militar mexicano que estaba al mando de las Fuerzas Armadas de Los Altos, estaba organizando un ejército en Sololá con la intención de invadir Guatemala, lo que puso a ésta en máxima alerta.
Tras algunas escaramuzas, los ejércitos se enfrentaron en Sololá el 25 de enero de 1840; Carrera venció a las fuerzas del general Agustín Guzmán e incluso apresó a éste mientras que el general Doroteo Monterrosa venció a las fuerzas altenses del coronel Antonio Corzo el 28 de enero.  El gobierno quetzalteco colapsó entonces, pues aparte de las derrotas militares, los poblados indígenas abrazaron la causa conservadora de inmediato; al entrar a Quetzaltenango al frente de dos mil hombres, Carrera fue recibido por una gran multitud que lo saludaba como su «libertador».
Carrera impuso un régimen duro y hostil para los liberales altenses, pero bondadoso para los indígenas de la región —derogando el impuesto personal— y para los eclesiásticos restituyendo los privilegios de la religión católica. El 26 de febrero de 1840 el gobierno de Guatemala colocó a Los Altos bajo su autoridad y el 13 de agosto nombró al corregidor de la región, el cual servía también como comandante general del ejército y superintendente.  En 1845, los miembros del batallón de la localidad se dedicaban a la vigilancia de trapiches y otras labores clandestinas en toda el área de los k’iche’s y mames, es decir, en el área de la región de Los Altos.
Durante la década de 1850 el juez preventivo y comandante militar criollo de San Carlos Sija, José María Rivas, ejercía cierta autoridad de intermediación en diferentes asuntos de todos los municipios dominados por los k’iche’s, tales como el comercio de trigo y algunas disputas territoriales.

### Tras la Reforma Liberal: creación del batallón sijeño
Tras la muerte del presidente vitalicio, general Rafael Carrera en 1865, los liberales se reorganizaron y finalmente lograron derrotar al gobierno conservador en 1871, en el movimiento conocido como la Revolución Liberal de 1871; entonces, el gobierno de facto del presidente provisiorio Miguel García Granados dispuso crear el departamento de Quiché para mejorar la administración territorial de la República dada la enorme extensión del territorio de los departamentos de Totonicapán-Huehuetenango y de Sololá-Suchitepéquez. De esta cuenta, el 12 de agosto de 1872 el departamento de Sololá-Suchitepéuez perdió sus distritos de Suchitepéquez, de la Sierra y de Quiché y San Carlos Sija pasó a formar parte del nuevo departamento de Totonicapán, junto con los municipios de Totonicapán, San Cristóbal, San Francisco El Alto, San Andrés Xecul, San Antonio Sija, San Bartolo Agua Caliente, Calel, Momostenango, Santa María Chiquimula, San Antonio Ilotenango, Nagualá y Santo Tomás Perdido, en la costa de Suchitepéquez.
La milicia de San Carlos Sija fue la principal fuente de apoyo al presidente general Justo Rufino Barrios, jugando un papel central en la contención de un movimiento armado regional de oposición al nuevo régimen, al que se vincularon indígenas k’iche’s de Momostenango en los años 1876 y 1877.
En razón del liderazgo militar de los sijeños, el presidente Barrios estableció la principal base militar de la región en San Carlos Sija, misma que fue organizada con el nivel de batallón en el año de 1877. Este batallón tenía la particularidad de ser compuesto únicamente por ladinos, tanto los altos mandos como los soldados regulares; además, tres de los cuatro oficiales de más alta jerarquía eran miembros de una sola familia: los Calderón.
El coronel Florencio Calderón, después de comandar al nuevo batallón para reducir al orden a los cantones rebeldes momostecos en 1877, fue nombrado jefe político de Totonicapán.

### SigloXXI: Mancomunidad Metrópoli de Los Altos
Esta entidad se formó en el siglo xxi, cuenta con una extensión territorial de 871.06 km² y está compuesta por una población total de 364,258 habitantes. La Mancomunidad está conformada por los municipios de San Andrés Xecul y Totonicapán en el departamento de Totonicapán y por los municipios de San Carlos Sija, Sibilia, La Esperanza, San Juan Ostuncalco, Quetzaltenango, Zunil y Salcajá en el departamento de Quetzaltenango, los cuales se adhirieron a la entidad voluntariamente. Los municipios son representados a través de sus Consejos Municipales y «promueve el desarrollo local, integral y sostenible de los municipios integrantes mediante la formulación de políticas públicas municipales, planes, programas y proyectos, la ejecución de obras y la prestación eficiente de los servicios de su competencia, en forma individual y conjunta».

## Economía

### Agricultura
En el año 2003, la agricultura conformaba el 58% de la actividad productiva del municipio, que incluye tanto los cultivos anuales como los permanentes. Los principales productos agrícolas son: maíz, frijol, trigo, haba y avena.

### Actividad pecuaria
Esta actividad se concentra en la producción de leche y en la crianza y engorde de cerdos y pollos. No obstante, debido a los altos costos y la complejidad tecnológica que conlleva esta producción, la actividad pecuaria se practica a pequeña escala.

#### Libros y enciclopedias
- García Elgueta, Manuel (1897). Un pueblo de los Altos: apuntes para su historia. Exposición Centroamericana. Quetzaltenango, Guatemala: Popular.
- Gobierno de Guatemala (1881). Recopilación: Las Leyes emitidas por el Gobierno democrático de la República de Guatemala, 1871-1881 II. Guatemala: Tipografía El Progreso.
- Luján Muñoz, J. (2003). Las Revoluciones de 1897, La Muerte de J. M. Reina Barrios y la Elección de M. Estrada Cabrera. Guatemala: Artemis y Edinter. ISBN 9788489766990.
- Pineda de Mont, Manuel (1869). Recopilación de las leyes de Guatemala, 1821-1869 I. Guatemala: Imprenta de la Paz en el Palacio.
- Woodward, Ralph Lee, Jr. (1993). Rafael Carrera and the Emergence of the Republic of Guatemala, 1821-1871 (Edición en línea) (en inglés). Athens, Georgia EE.UU.: University of Georgia Press. Consultado el 28 de diciembre de 2014.
- Gall, Francis (1980). «San Carlos Sija». Diccionario Geográfico de Guatemala. Ciudad de Guatemala, Guatemala: Instituto Geográfico Nacional.
- Rojas, Flavio, ed. (2004). «Tzul, Atanasio». Diccionario Histórico Biográfico de Guatemala. Guatemala: Asociación Amigos del País.
- Hernández de León, Federico (1930). El libro de las efemérides: capítulos de la historia de América Central. Tomo III. Sánchez y de Guise.

#### Publicaciones
- Pollack, Aaron (2007). «TZUL, [Francisco] Atanasio». Boletín de la Asociación para el Fomento de los Estudios Históricos en Centroamérica (32). ISSN 1954-3891. Archivado desde el original el 25 de junio de 2010. Consultado el 14 de enero de 2018.
- Aragón, Magda (2013). «Cuando el día se volvió noche; La erupción del volcán Santa María de 1902». Revista Estudios Digital (Guatemala: Escuela de Historia, Universidad de San Carlos) (No. 1). Archivado desde el original el 8 de noviembre de 2014. Consultado el 7 de noviembre de 2014.
- Revista Militar (1 de agosto de 1899). «El general don Calixto Mendizábal». Revista Militar: órgano de los intereses del Ejército (Guatemala) I (17).
- Woodward, Ralph Lee, Jr. (2002). «Rafael Carrera y la creación de la República de Guatemala, 1821–1871». Serie monográfica (CIRMA y Plumsock Mesoamerican Studies) (12). ISBN 0-910443-19-X. Archivado desde el original el 1 de marzo de 2019. Consultado el 27 de febrero de 2017.
- Secretaría General de Planificación de la Presidencia (2010), Plan de desarrollo de San Carlos Sija, Quetzaltenango (2011-2025).
- Álvarez, Yésika (2014). «San Carlos Sija era llamado Valle de Écija». elQuetzalteco.
- Mora, Edecón (1897). «Quetzaltenango». La Ilustración Guatemalteca (Guatemala).
- La Ilustración del Pacífico (15 de marzo de 1898). «La revolución de septiembre». La Ilustración del Pacífico (Guatemala: Siguere, Guirola y Cía) II (38).

#### Tesis
- Umul, René (2008). "COSTOS Y RENTABILIDAD DE UNIDADES PECUARIAS (CRIANZA Y ENGORDE DE GANADO PORCINO)", Municipio de San Carlos Sija, Departamento de Quetzaltenango (Informe del Ejercicio Profesional Supervisado (EPS) de la Licenciatura en Contaduría Pública y Auditoría). Facultad de Ciencias Económicas, Universidad de San Carlos de Guatemala.
- García Vettorazzi, María Victoria (2010). Acción subalterna, desigualdades socioespaciales y modernización. La formación de actores y circuitos del comercio indígena en Guatemala, siglos XIX y XX (Tesis de doctorado en Ciencias Políticas y Sociales). Louvain-la-Neuve, Francia: Presses Universitaires de Louvain.

#### Leyes
- Asamblea Constituyente (1985). Constitución Política de la República de Guatemala. Guatemala: Gobierno de Guatemala. Archivado desde el original el 2 de febrero de 2016. Consultado el 26 de febrero de 2017.

#### Web
- Metrópoli de Los Altos (2013). «Presencación de la MMA». Metrópolidelosaltos.org. Guatemala. Consultado el 23 de marzo de 2017.
- Instituto Nacional de Estadística (INE) (2002). «XI Censo Nacional de Poblacion y VI de Habitación (Censo 2002)». Ine.gob.gt. Guatemala. Archivado desde el original el 24 de agosto de 2008. Consultado el 2008.

- Datos: Q2609256
- Multimedia: San Carlos Sija / Q2609256